# Drayton Bassett
Drayton Bassett – wieś w Anglii, w hrabstwie Staffordshire, w dystrykcie Lichfield. Leży 36 km na południowy wschód od miasta Stafford i 164 km na północny zachód od Londynu.